# Sabine Werner (Juristin)
Sabine Werner  (* 7. Mai 1965) ist eine deutsche Juristin. Sie ist seit 2011 Richterin am Bundespatentgericht in München.

## Beruflicher Werdegang
Sabine Werner war ab dem 27. Oktober 1995 Richterin am Landgericht Frankfurt an der Oder. An der Europa-Universität Viadrina qualifizierte sie sich zur Mediatorin M. A. und arbeitete an den Landgerichten Berlin und Frankfurt (Oder) als Richtermediatorin. Am Brandenburgischen Oberlandesgericht war Sabine Werner Richtermediatorin und Koordinierungsbeauftragte für Gerichtliche Mediation. Als solche war sie maßgeblich an der Erstellung und Umsetzung der konzeptionellen Grundlagen für Gerichtliche Mediation in der ordentlichen Gerichtsbarkeit Brandenburgs beteiligt. Außerdem übernahm Sabine Werner die Fortbildung von Rechtsreferendaren im Bereich Mediation.
Am 12. September 2011 wurde sie zur Richterin am Bundespatentgericht ernannt. Seitdem war sie als weiteres rechtskundiges Mitglied in Marken-Beschwerdesenaten eingesetzt. 2018 wurde sie dort auch regelmäßige Vertreterin des Vorsitzenden.
2020 wechselte sie als weiteres rechtskundiges Mitglied in einen Nichtigkeitssenat, in dem sie auch regelmäßige Vertreterin des Vorsitzenden wurde. Außerdem ist sie seitdem Güterichterin.
2021 war sie an einer Entscheidung beteiligt, mit der die Erteilung von Zwangslizenzen für fünf umstrittene Patentanmeldungen für Herzklappen an Meril Life Sciences abgelehnt wurde.

## Veröffentlichungen
- Sabine Werner: Fallbeispiele Gerichtlicher Mediation im Zivilrecht. In: Ulla Gläßer, Kirsten Schröter: Gerichtliche Mediation. Grundsatzfragen, Etablierungserfahrungen und Zukunftsperspektiven. Nomos Verlag, Baden-Baden 2011, S. 191–200, ISBN 978-3-8329-5451-2